# Steve Anderhub
Stefan „Steve” Anderhub (ur. 12 lipca 1970 w Lucernie) – szwajcarski bobsleista, srebrny medalista olimpijski oraz brązowy medalista mistrzostw świata.

## Kariera
Pierwszy sukces w karierze osiągnął w 2001 roku, kiedy wspólnie z Christianem Reichem, Ursem Aeberhardem i Domenikiem Kellerem zdobył brązowy medal w czwórkach podczas mistrzostw świata w Sankt Moritz. Na rozgrywanych rok później igrzyskach olimpijskich w Salt Lake City w parze z Reichem wywalczył srebrny medal w rywalizacji dwójek. Na tej samej imprezie był też szósty w czwórkach, a na rozgrywanych w 1998 roku igrzyskach w Nagano rywalizację w czwórkach ukończył na siódmej pozycji. W 2001 roku został wicemistrzem Europy w dwójkach, a w 2002 roku zdobył złoty medal.